# 日清紡マイクロデバイス
日清紡マイクロデバイス株式会社（にっしんぼうマイクロデバイス）は、東京都中央区に本社を置く日清紡ホールディングスのグループ会社で、マイクロ波電子管や半導体などを製造するメーカである。

## 沿革
新日本無線株式会社
- 1959年9月8日 - 日本無線の子会社として、埼玉日本無線株式会社設立。
- 1961年3月 - 新日本無線に改称。
- 1961年12月 - 日本無線と米レイセオン社との合弁会社になる。
- 1991年11月 - 株式を店頭公開。
- 2000年10月 - 東京証券取引所2部上場。
- 2002年9月 - 東京証券取引所1部上場。
- 2005年12月 - 日清紡績（現・日清紡ホールディングス）が親会社となる。
- 2018年
  - 8月 - 東京証券取引所1部上場廃止[2]。
  - 9月 - 株式交換により、日清紡ホールディングスの完全子会社となる[2]。

リコー電子デバイス株式会社
- 1981年 - 株式会社リコー大阪工場内で、複写機向けIC開発開始。
- 2014年 - リコー電子デバイス株式会社設立。
- 2018年 - 日清紡ホールディングス株式会社が株式の80%を取得。

日清紡マイクロデバイス株式会社
- 2022年1月 - リコー電子デバイスを吸収合併し、日清紡マイクロデバイス株式会社に社名変更[3][4]。

## 所在地
- 本社 - 東京都中央区日本橋横山町3番10号
- 川越事業所 - 埼玉県ふじみ野市福岡2丁目1番1号
- 池田事業所 - 大阪府池田市姫室町13-1
- やしろ事業所 - 兵庫県加東市佐保30-1
- 佐賀事業所 - 佐賀県神埼郡吉野ヶ里町立野950
- 長崎テクニカルセンター - 長崎県佐世保市三浦町2-1

このうち、川越事業所とやしろ事業所は半導体前工程の工場を有している。川越事業所(旧新日本無線)は、関東では珍しい前工程の工場であり、5インチSiのウェハプロセス・ウェハテストのほか、GaAs製品やマイクロ波製品などの製造も行っている。
やしろ事業所(旧リコー電子デバイス)は6インチ・8インチSiラインを有し、ウェハプロセス・ウェハテストを行っている。

## 関連会社
- 日清紡ホールディングス株式会社　東京都中央区日本橋人形町2-31-11
- 日清紡マイクロデバイス福岡株式会社　福岡県福岡市西区今宿東1丁目1番2号
- 日清紡マイクロデバイスＡＴ株式会社　佐賀県神埼郡吉野ヶ里町立野950
- 日本無線株式会社　東京都中野区中野4-10-1

## 特徴
エンドユーザにとっては、レイセオン直系の技術とも言えるオペアンプが有名である。2015年現在、テキサス・インスツルメンツ、アナログ・デバイセズと並び、DIP形オペアンプを製造販売する数少ないメーカであり、日本を代表するオペアンプメーカでもある。オーディオマニア向けに消費電力を度外視して音質を追求したMUSESシリーズが話題になった。現在ではMUSESのノウハウを採用した廉価版製品等がラインナップに取り揃えられている。

## 注記
1. 1 2 3 4 5 6  日清紡ホールディングス株式会社 2024年12月期 決算短信
2. 1 2  日清紡ホールディングス株式会社による新日本無線株式会社の完全子会社化に関する株式交換契約の締結に関するお知らせ日清紡ホールディングス・新日本無線 2018年5月10日
3. ↑  “マイクロデバイス事業における連結子会社の統合について”.   日清紡ホールディングス株式会社. 2021年10月12日閲覧。
4. ↑  “(開示事項の経過)マイクロデバイス事業における連結子会社の統合及び商号変更並びに代表者の異動について”.   日清紡ホールディングス株式会社. 2021年10月12日閲覧。
5. ↑  MUSES オフィシャル Webサイト
6. ↑  「オーディオ用オペアンプのF1カー」，新日本無線がコスト度外視の高音質品を量産へ